# Drosophila ranchograndensis
Drosophila ranchograndensis är en tvåvingeart som beskrevs av Gerhard Bächli och Vilela 2002. Drosophila ranchograndensis ingår i släktet Drosophila och familjen daggflugor.
Artens utbredningsområde är Venezuela.